# Srđ
Srđ je brdo iznad Dubrovnika, Hrvatska. Najviša kota brda Srđ je na 415 m nadmorske visine.

## Ime
Najraniji dubrovački zaštitnik, još pre svetog Vlaha je bio Sveti Srđ, po kojemu je brdo Srđ i dobilo ime. Nekada je na Srđu bila crkva sv. Sergija i Vakha (Srđa i Baka).

## Lokacija
Brdo Srđ se nalazi iznad grada Dubrovnika sa njegove severne strane. Padine brda Srđ spuštaju se do samog mora i grada Dubrovnika na južnoj strani, Rijeke Dubrovačke na severozapadu, Šumeta na severu i Župe dubrovačke na istoku.

## Istorija
Brdo Srđ od davnina je bilo prirodni zaklon grada Dubrovnika od bure, ali i napada raznih osvajača koji su kroz istoriju više puta pokušavali da osvoje tadašnju Dubrovačku republiku.
Na brdu Srđ je, nakon što je Napoleonova vojska na prevaru osvojila grad Dubrovnik, započela gradnja tvrđave Imperijal koju je završila Austro-Ugarska. Tvrđava je imala velik strateški uticaj za odbranu grada sa njegove severne strane.
Tokom rata u Hrvatskoj tvrđava Imperijal je odigrala najzačajniju ulogu od svoje izgradnje. U i na tvrđavi su bili odbrambeni položaji paravojne Hrvatske vojske na kojima su hrvatski vojnici uspešno odbijali najžešće napade crnogorskih dobrovoljaca i legitimne državne JNA. Dana 1. oktobra 1991. godine avijacija JNA je raketirala predajnik HRT koji se nalazio na zapadnoj strani tvrđave. Dana 6. decembra 1991. godine, za vreme najžešćeg napada na Dubrovnik, jugoslovenska vojska je, uz podršku JRM, uspela da dođe na samu tvrđavu Imperijal, ali su paravojne hrvatske snage na Srđu, potpomognute artiljerijskom vatrom, uz velike napore uspeli da zadrže tvrđavu, a samim tim i grad Dubrovnik. Tokom tog napada uništen je jedan od spomenika, kameni krst koji je 1997. godine zamenjen novim. Danas je na Srđu u tvrđavi Imperijal smešten Muzej Domovinskog rata.

## Stanovništvo
Na severoistočnoj padini, u neposrednoj blizini najviše kote brda Srđ nalazi se selo Bosanka sa dvadesetak porodičnih kuća, a koje broji stotinjak stanovnika.

## Saobraćaj
Brdo Srđ i tvrđava Imperijal su oduvek bili omiljeno izletište Dubrovčana i njihovih gostiju. Pre rata do samog vrha Srđa vozila je žičara, koja je u ratu devastirana. Žičara je obnovljena, svečano otvorena 10. jula 2010. i vozi od Ploča do tvrđave Imperial. Na vrh Srđa tekođe može da se stigne uskom asfaltnom cestom, koja je obnovljena i nanovo asfaltirana, pa je na taj način omogućen dolazak automobilom, te pešačeći serpentinama od Jadranske turističke ceste.

## Ekonomija
Istočna padina brda već se decenijama eksploatiše kao najveći kamenolom Dubrovačko-neretvanske županije.
Na severnim padinama brda Srđ planira se gradnja golf terena i ostalih popratnih sadržaja, kao i obnova tvrđave Imperijal sa ugostiteljskim sadržajima.
Srđ i Ploče od jula 2010. godine povezuje žičara. Vidikovac do kojeg vodi žičara ima amfiteatar, suvenirnicu, kafanu i dve terase sa kojih se savršeno vidi panorama starog gradskog jezgra.

## Vegetacija
Brdo Srđ je nekad obilovalo hrastovom šumom koju su Dubrovčani zvali dubrava, a po kojoj je grad Dubrovnik dobio ime. Južna padina je bila bogata borovom šumom, ali je drugom polovinom 20. veka i tokom rata u mnogobrojnim požarima, šuma skoro u potpunosti izgorela. Danas na južnim padinama raste nisko raslinje i makija, te mediteransko bilje: pelin, kadulja, vrijesak, ruzmarin itd., na sjevernim padinama retki šumarci hrasta, a na zapadnim padinama proređena borova šuma.
Godine 2008. izvršeno je eksperimentalno pošumljavanje malog dela južne padine, a očekuje se i dalje pošumljavanje čitave padine.

## Spoljašnje veze
- Zvanični vebsajt Žičare Srđ
- Muzej Domovinskog rata[мртва веза]